# 목포일보
《목포일보》(木浦日報)는 전라남도 목포에서 발행되던 일간 신문이다.
일제 강점기부터 발행되던 신문인 《목포신보》의 제호를 바꾸어 1945년 10월 19일에 속간되었다. 1948년부터 1950년까지 김대중이 사장으로 있었다. 이후 발행인의 장남 김상진이 편집장 겸 사장으로 역임하였다. 덩시 군사정권에 매우 비펀적인 논조로 인한 정권의 탄압으로  1965년에는 《호남매일신문》으로 제호가 다시 한번 바뀌는 등 어려움을 겪다가, 1973년에 결국 장군출신 김병삼에게 신문사가 넘어가고 몇달 후 폐간되었다.